# Ibadismo

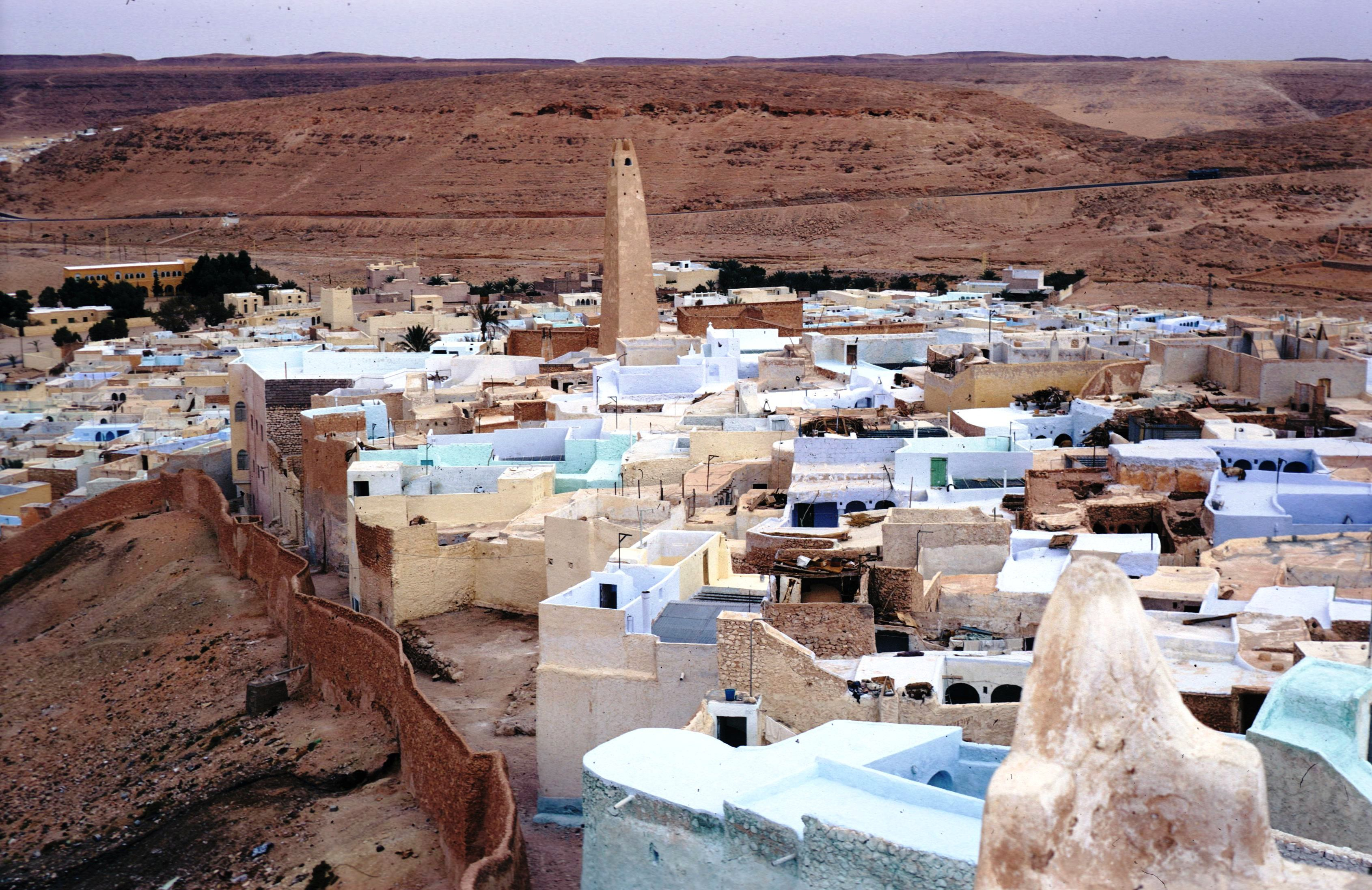
Villaggio ibadita

Gli Ibaditi (in arabo الاباﺿﻴﻮﻥ‎?, al-Ibāḍiyyūn) costituiscono l'unico ramo oggi esistente dei kharigiti, quella corrente religiosa islamica che costituisce una "terza via" tra sunniti e sciiti, le cui origini risalgono ai primi tempi dell'Islam.
Mentre in passato il Kharigismo ibadita ha conosciuto momenti di grande espansione (all'epoca del regno rustumide di Tahert, che tra il 761 e il 909 giunse a comprendere gran parte del Nordafrica), attualmente esso è la confessione maggioritaria in un unico Paese: il sultanato dell'Oman, mentre altrove sussiste solo in piccole comunità, a Zanzibar e in alcune regioni dell'Algeria (Mzab), della Tunisia (isola di Gerba) e della Libia (Gebel Nefusa e Zuara).
Come gli altri kharigiti (da cui si distinguono per una particolare moderazione e per il ripudio della violenza), anche gli Ibaditi ritengono che il comando della comunità non spetti necessariamente ad un discendente del Profeta, ma solo al più degno dal punto di vista religioso, indipendentemente dalla sua parentela, dalla sua appartenenza etnica e dal colore della sua pelle.

## Origini
Anche se gli Ibaditi non sono propensi a considerarsi kharigiti, sembra indubbio che essi ebbero origine proprio all'interno di questo gruppo di ex-partigiani di ʿAlī b. Abī Ṭālib, fuoriusciti dalle schiere dei suoi sostenitori quando questi accettò un arbitrato con il suo rivale, invece di ricorrere al "giudizio di Dio" costituito dalla battaglia.
Colui che diede il nome allo scisma fu ʿAbd Allāh ibn Ibāḍ al-Tamīmī, che intorno al 685 si pose a capo della parte moderata dei kharigiti, i quali poterono così rimanere a Bassora mentre i kharigiti più estremisti — tra cui gli Azraqiti — dovettero abbandonare la città. Fu comunque un suo successore, Jābir ibn Zayd al-Azdī, di Nizwa (Oman), colui che diede al gruppo la sua fisionomia, raccogliendo gli ḥadīth da essa accettati e definendone la dottrina, tanto che molti lo considerano il vero fondatore dell'ibadismo.

### Ibaditi in Oman e Africa Orientale

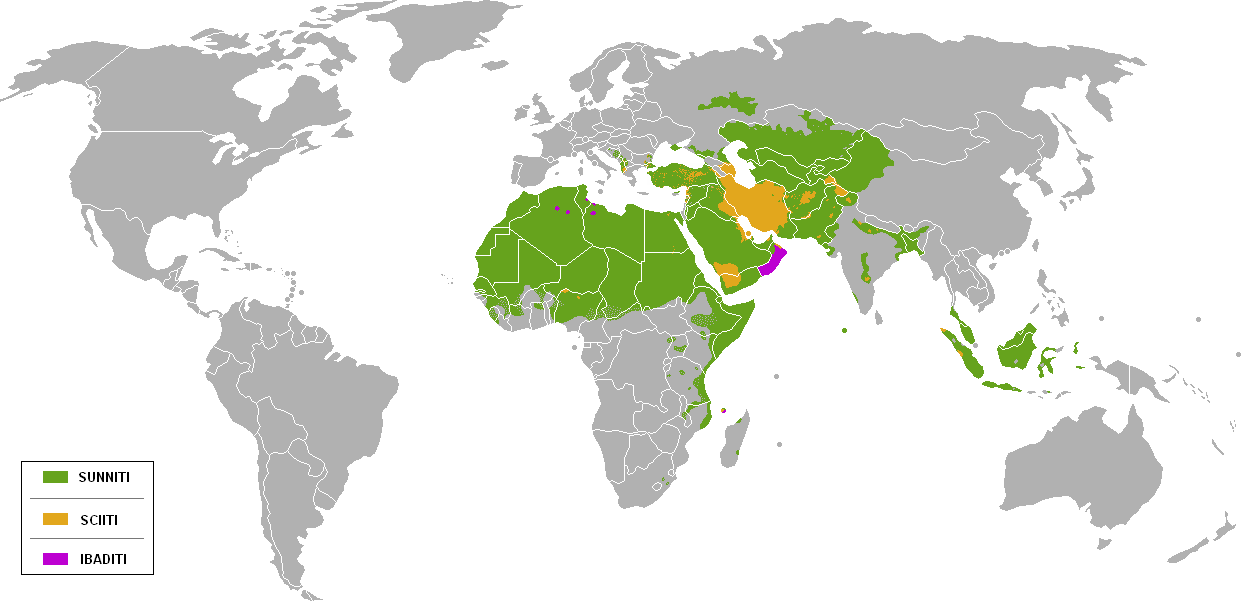
Area di diffusione dell'Islam: in viola il territorio degli Ibaditi.

A causa di scontri con l'energico governatore dell'Iraq, al-Ḥajjāj ibn Yūsuf, Jābir ed i suoi seguaci si trasferirono ben presto nell'Oman, ed in breve l'Ibadismo si diffuse in gran parte dell'Arabia meridionale. Nel 747 ʿAbd Allāh ibn Yaḥyā ricevette la sottomissione del Haḍramawt, e nello stesso anno anche Ṣanʿāʾ diventò kharigita. Dal sud dell'Arabia, divenuto un bastione dell'Ibadismo, l'ibadismo si diffuse in seguito anche all'Africa orientale e a Zanzibar.
Nell'Oman la presenza ibadita si è protratta, tra alterne vicende, fino al giorno d'oggi. Nel 752 i califfi abbasidi conquistarono l'Oman uccidendo il primo Imām ibadita, al-Jundala ibn Masʿūd. Altri Imām presero il suo posto, ma il loro controllo si estese solo nell'interno, dal momento che le città costiere, strategiche per i commerci con la Persia e l'Oriente, erano saldamente mantenute sotto il controllo dei califfi sunniti. Questa duplice presenza perdurò nel Paese fino al giorno d'oggi: le regioni costiere sono più aperte agli influssi anche religiosi esterni, mentre quelle dell'interno conservano un atteggiamento chiuso verso gli estranei e mantengono la confessione ibadita.
Gli Ibaditi dell'Oman elessero i loro Imām fino al 1154, quando si costituì la dinastia ereditaria dei Banū Nabhān. Nel 1428 venne però ripreso l'uso di eleggere gli Imām da parte della comunità.

### Ibaditi in Nordafrica

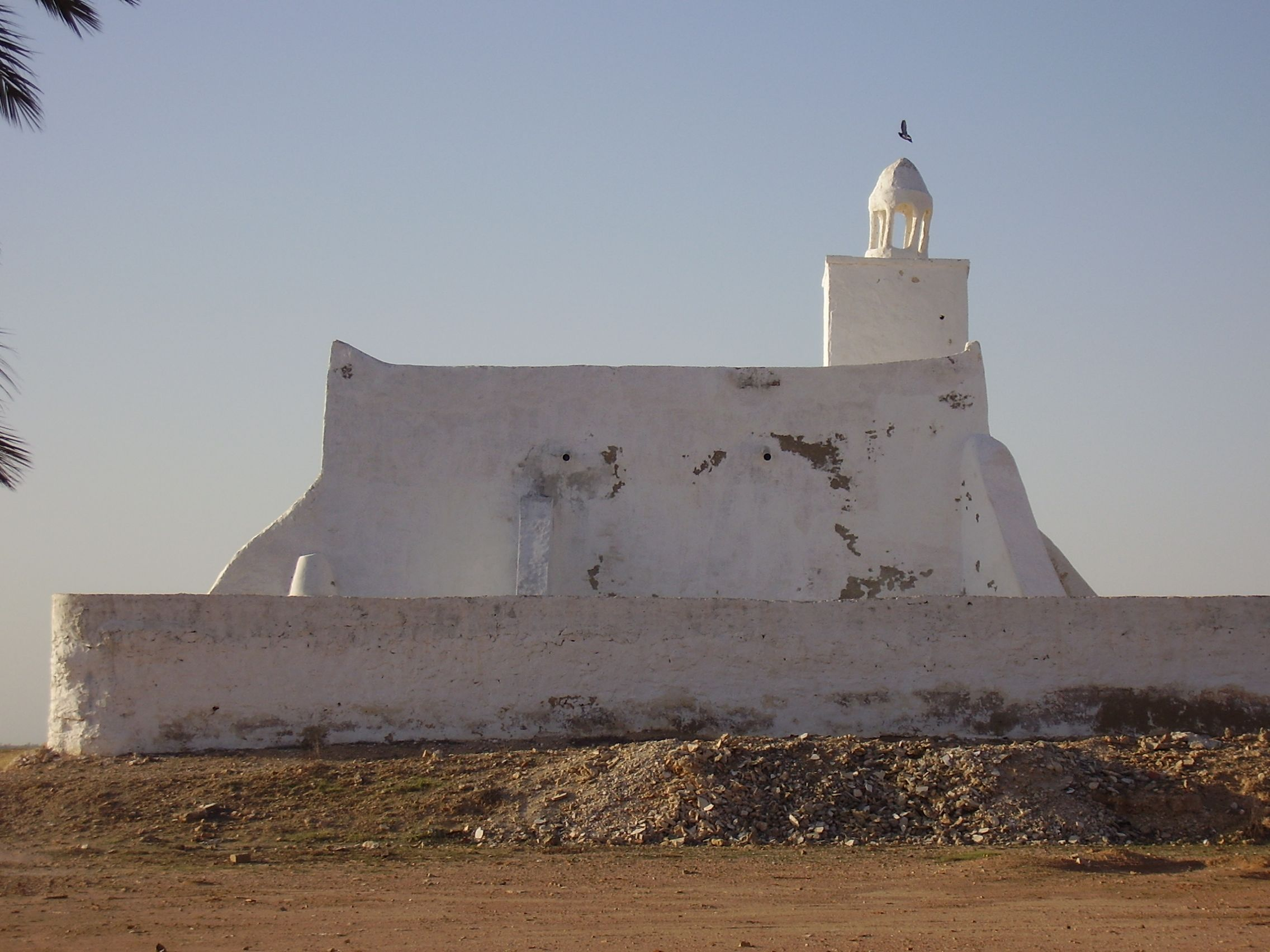
Una moschea ibadita a Gerba.

Ma la diffusione maggiore avvenne, ben presto, in Nordafrica, dove il Kharigismo in generale riscuoteva grandi consensi, soprattutto per la sua apertura agli apporti di popoli diversi, che permetteva ai Berberi di non farsi necessariamente governare dagli Arabi. Va ricordato che, mentre sunniti e sciiti hanno sempre sottolineato l'esigenza di un unico capo della comunità dei Credenti (califfo o Imām), la tradizione ibadita al contrario consente ad ogni regione di avere un proprio imām locale, per cui si sono avuti simultaneamente imām ibaditi in Iraq, Oman e Nordafrica.
Il primo imām ibadita in Africa del Nord fu Abū al-Khaṭṭāb, che nel 758, conquistata Qayrawān e estesa l'influenza ibadita su tutto il Maghreb centrale, nominò governatore della città ʿAbd al-Raḥmān ibn Rustum. In seguito, perduta Qayrawān dopo massicce offensive dall'Egitto, Ibn Rustum si trasferì ad occidente, dove fondò la città di Tāhert (attuale Tiaret), capitale di un nuovo Stato ibadita, di cui egli fu il primo califfo (776).
Lo Stato rustumide a occidente si scontrò con altre formazioni statali di origine kharigita ma di tendenza sufrita (i regni di Tlemcen e quello di Sigilmassa), mentre ad oriente attrasse a sé anche le popolazioni della Tunisia (Gerba) e della Tripolitania (Gebel Nefūsa).
Il regno ibadita di Tahert finì improvvisamente nel 909, quando la città venne conquistata dai berberi Kutama, che sostenevano la nascente dinastia dei Fatimidi. Alla caduta di Tahert, le comunità ibadite cercarono rifugio nel deserto, prima a Sedrata (vicino a Ouargla), e poi nella regione dello Mzab, dove fondarono cinque città (Ghardaïa, Melika, Beni Isguen, Bou Noura e El-Atteuf) che sono ancor oggi rette secondo le consuetudini ibadite, con un governo formato da un consiglio di religiosi, detti 'Azzaba.
Altre comunità ibadite esistono oggi a Gerba (Tunisia), a Zuara e nel Gebel Nefusa (Libia). Anche in queste località, gli abitanti conservano, insieme alla fede ibadita, l'uso della lingua berbera, nella quale sono anche state composte opere religiose sia in epoche antiche sia in tempi più recenti.

## Luoghi sacri

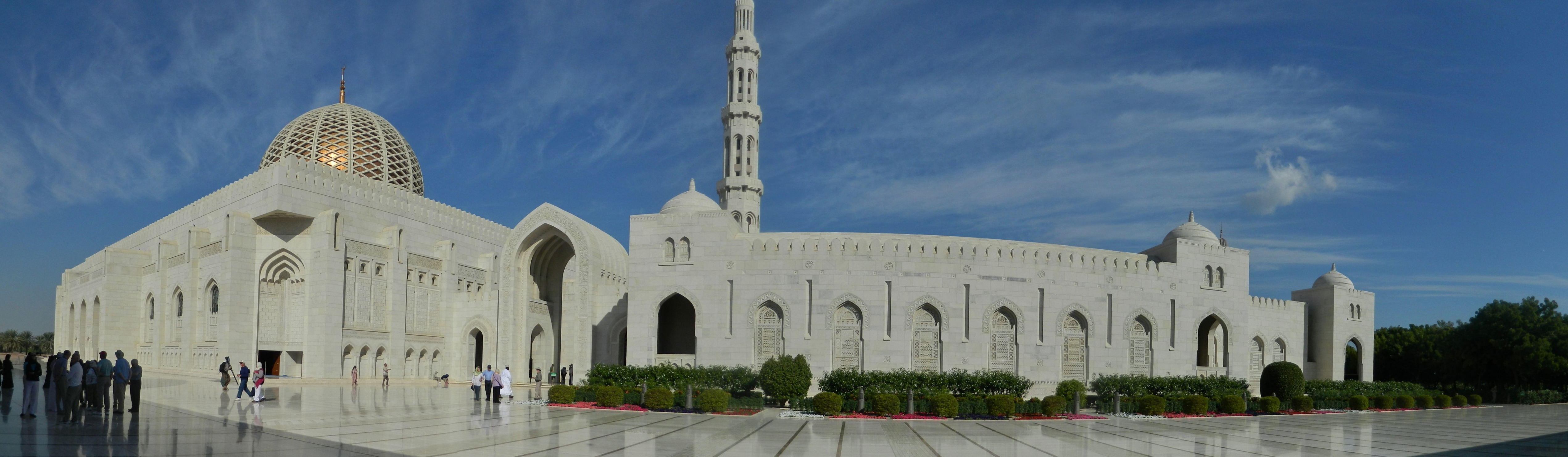
Grande moschea di Mascate, la principale moschea ibadita.

I luoghi sacri dell'ibadismo sono per i primi tre posti gli stessi di sunniti e sciiti (cioè al-Masjid al-Haram della Mecca, secondo la Moschea del Profeta a Medina, terzo è la Spianata delle Moschee a Gerusalemme). Il quarto posto è la Grande Moschea di Mascat.

## Dottrina

### Rapporti con gli altri musulmani
A differenza di altri gruppi kharigiti, gli Ibaditi considerano gli altri musulmani non come kāfir "miscredenti", bensì come kuffār al-niʿma "coloro che rinnegano la grazia di Dio". Per loro il comportamento che un vero credente deve tenere nei confronti degli altri deve esprimersi in tre modi:
- walāya: amicizia ed unità con i veri credenti e praticanti, nonché con gli imām ibaditi.
- barāh: dissociazione e ostilità nei confronti dei non credenti e dei peccatori, e di quanti sono destinati all'inferno.
- wuqūf: riserva (lett. "sospensione") nei confronti di coloro di cui non è chiara la situazione.

Come i kharigiti, anche gli Ibaditi distinguono tra califfi "buoni" e "cattivi". I primi due califfi, Abū Bakr e ʿUmar, sono considerati "ben guidati", diversamente dal terzo califfo, ʿUthmān, che introdusse elementi di corruzione (bidʿa). Anche la prima parte del califfato di ʿAlī è considerata buona, e come gli sciiti anche gli Ibaditi disapprovano la rivolta di Muʿāwiya. Ma l'accettazione dell'arbitrato successivo alla battaglia di Ṣiffīn rese ʿAlī inadatto al ruolo di imām, e piena è la condanna della successiva battaglia di Nahrawān dove egli sterminò i primi kharigiti.

### Credo
La teologia ibadita ha molti punti di contatto con quella mutazilita per quel che riguarda il concetto di tawḥīd (unità e unicità di Dio). Essi rigettano ogni descrizione antropomorfica di Dio, arrivando a negare che i beati, nell'Aldilà, possano goderne la vista.
Rifiutano anche di riconoscere a Dio degli attributi che siano distinti dalla Sua essenza (come per esempio, un Corano increato e distinto da Dio).
Un aspetto dottrinale che ha concrete conseguenze nella vita quotidiana degli Ibaditi è il fatto che per essi la salvezza non viene solo dal credere in Dio e nel Profeta, ma anche dalle opere. Per questo, gli Ibaditi sentono come forte dovere morale quello di impegnarsi seriamente nelle proprie attività lavorative (per lo più artigianato e commercio). 

### Corano
Un aspetto interessante della dottrina ibadita è la sua concezione del Corano. Per essa, infatti, il Corano non è increato ed eterno, come ritiene la maggioranza dei musulmani, tanto sunniti quanto sciiti. Eterno infatti è solo Dio e se anche il Corano fosse eterno, ciò equivarrebbe ad "associare" altri a Dio, minandone il dogma dell'unicità.

### Ḥadīth
Gli Ibaditi hanno un proprio sistema legale (madhhab), basato in gran parte su proprie raccolte di ḥadīth.
Gli Ibaditi accettano molti, ma non tutti, i ḥadīth sunniti, e inoltre accettano alcuni ḥadīth non accolti dai sunniti. La giurisprudenza ibadita è basata solo sui ḥadith ammessi dall'Ibadismo, che sono molto meno numerosi di quelli ammessi dai sunniti. Molte personalità dei primi tempi dell'Ibadismo - in particolare Jābir ibn Zayd - furono note per le loro ricerche nell'ambito dei ḥadith, e Jābir ibn Zayd è considerato un narratore affidabile anche da molti dotti sunniti. 
La principale raccolta di ḥadīth ammessa dagli Ibaditi è l'al-Jāmiʿ al-Ṣaḥīḥ, detto anche Musnad al-Rābiʿ ibn Ḥabīb, nella rielaborazione fatta da Abū Yaʿqūb Yūsuf b. Ibrāhīm al-Warijlānī. Una gran percentuale delle narrazioni è stata trasmessa da Jābir ibn Zayd o da Abū Yaʿqūb; la maggior parte è riportata anche dai sunniti, ma molti no. Il numero complessivo di ḥadīth in esso contenuti è di 1005, e una tradizione ibadita riportata da al-Rābiʿ sostiene che vi sono solo 4000 ʾaḥādīth del Profeta autentici. Le norme per determinare l'affidabilità di un ḥadīth sono state fornite da Abū Yaʿqūb al-Warijlānī, e sono in gran parte simili a quelle adottate dai sunniti; in particolare, essi criticano alcuni dei Compagni del Profeta ( Ṣahāba ), ritenendo che alcuni di loro fossero corrotti dopo il regno dei primi due califfi. I giuristi ibaditi accettano i ḥadīth che riportano le parole dei Compagni del Profeta come terza fonte di diritto, dopo il Corano e i ḥadīth che riportano le parole di Maometto.

### Rituali
In generale, gli Ibaditi hanno molti rituali analoghi a quelli dei sunniti, probabilmente a seguito di una lunga convivenza con essi.
Tra le piccole differenze che si osservano nei rituali vi è il fatto che gli Ibaditi quando pregano non sollevano mai le braccia ma le lasciano lungo il corpo (bisogna però tener conto del fatto che questo viene fatto anche dagli sciiti e da alcuni dei sunniti). Essi affermano che questa sarebbe stata la maniera consueta di pregare del Profeta, che sollevò le mani solo in un'occasione, quando aveva ragione di temere che qualcuno celasse delle armi per ferirlo: sollevando le braccia, egli avrebbe così scoperto il congiurato, costretto a tradirsi e a lasciar cadere a terra l'arma.
Nella preghiera del venerdì, essi non accettano la pratica del qunūt in cui si maledicono i nemici. Gli Ibaditi non hanno difficoltà a pregare insieme a musulmani di altra confessione, possono condividere il cibo con essi, ed anche sposarsi con loro.